# Ida Gut
Ida Gut (* 1964 als Ursula Gut in Zürich) ist eine Schweizer Modedesignerin und Unternehmerin. Sie ist Trägerin des Schweizer Grand Prix Design.

## Leben und Werk
Ida Gut ist zusammen mit vier älteren Geschwistern in Niederglatt aufgewachsen. 1984 schloss sie eine Berufsausbildung zur Damenschneiderin ab und studierte 1984 bis 1987 Modedesign an der damaligen Fachklasse Mode der Schule für Gestaltung Zürich (heute Zürcher Hochschule der Künste). Während des Studiums absolvierte sie Praktika bei Show Biz in Paris und assistierte von 1987 bis 1990 bei Ernst Walder, Inhaber des Modelabels A propos in Zürich. Anschliessend machte sie sich als Modedesignerin selbständig.
1992 gewann Ida Gut den Newcomer-Award Prix Bolero und entwarf ihre erste Kollektion. 1995 nahm sie an der internationalen Modemesse Igedo in Düsseldorf teil, wo sie als Jungdesignerin an der Profashional Show ihr Label Rundum präsentierte. In einem Interview mit dem Schweizer Fernsehen hielt sie damals fest, dass sie Kleidermachen als Kulturgut versteht. 1996 gründete sie das Label Ida Gut und eröffnete an der Brauerstrasse in Zürich ihren ersten Laden. 2007 zog sie mit dem Atelier in ein Ladenlokal an der Ankerstrasse und überführte ihre Einzelfirma 2009 in eine Aktiengesellschaft.

„Ida Gut hat ihrer Kreativität ein Geschäftsmodell gegeben, in dem ihre hochwertigen, raffiniert minimalistischen und bezaubernden Designs bis zur für sie unabdingbaren Perfektion wachsen können. Ida Guts Kleider und Kundinnen existieren individuell und doch im Dialog zueinander, ihr eigenständig konzipierter Laden wird dadurch ein sinnlicher Ort der Begegnung und des Austausches.“

Seit 2000 entwickelt Ida Gut neben eigenen Kollektionen auch Konzepte für Berufsbekleidung im Auftrag Dritter. Zusammen mit dem Schweizer Architekt Peter Zumthor wirkte sie beim Schweizer Pavillon auf der Expo 2000 Hannover mit und entwarf die Bekleidung für das Personal im Klangkörper. Teil der Ausstattung war die Kappe Oink, die über die Expo hinaus bis heute als Accessoire vertrieben wird. Ebenfalls im Jahr 2000 erhielt Ida Gut bei der internationalen Ausschreibung für die Bekleidung des Flug- und Bodenpersonals der Swissair den Zuschlag. Sie setzte sich in der Endausscheidung gegen bekannte Designer wie Akris, Givenchy, Rodier oder Ted Lapidus durch. Zur Umsetzung ihres Konzepts kam es, wegen des Groundings der Fluggesellschaft im September 2001, allerdings nicht.
Im Jahr 2004 erstellte sie das 2005 lancierte Bekleidungskonzept für die rund 38 000 Verkaufsmitarbeitenden des Schweizer Detailhändlers Migros, das sie 2017 überarbeitete. Zudem entwarf die Tochter einer Appenzellerin Bekleidung für Angestellte der Schweizer Hotelgruppe Swissôtel. Hierbei setzte sie Elemente der Appenzeller Tracht ein. Im Auftrag des Schweizer Choreografen Martin Schläpfer entwarf Ida Gut die Kostüme für dessen Werk Kaiserwalzer, das 2025 am Wiener Opernball in der Wiener Staatsoper uraufgeführt wurde.
2020 zeichnete das Bundesamt für Kultur Ida Gut mit dem Schweizer Grand Prix Design aus und würdigte ihr Designschaffen, mit dem sie im In- und Ausland zum Ansehen des Schweizer Designs beiträgt. Einige ihrer Entwürfe sind in der Sammlung des Museum für Gestaltung Zürich vertreten.

## Publikationen
- mit Peter Zumthor und Plinio Bachmann: Corps sonore suisse: lexique du pavillon de la Confédération helvétique pour l'Expo 2000 à Hannovre. Luxemburg 2000, Springer Science+Business Media, ISBN 978-3-7643-6326-0.

## Auszeichnungen und Ehrungen
- 1992: Prix Bolero, Newcomer-Award
- 1997: Bundesamt für Kultur, Eidgenössisches Stipendium für Gestaltung
- 1999: Gwand, Jurypreis
- 2012: Blickfang, Design-Award
- 2020: Schweizer Grand Prix Design